# Orlando Fundichely
Orlando Fundichely, né le 26 septembre 1968 à Cuba, est un acteur cubain. Il est connu par Reina y Rey (1994), María Rosa, búscame una esposa (2000) et María Celina (1998). 

## Biographie
Né le 26 septembre 1968, à Cuba, Orlando Fundichely est le fils d'un ingénieur du son et de l'actrice cubaine, Doris García. À l'âge de 7 mois, grâce à sa mère, Orlando fait ses débuts à la télévision dans son Cuba natal, en enregistrant quelques annonces et en participant des campagnes publicitaires. 
Orlando Fundichely est un acteur cubain avec une carrière ascendante dans son pays natal jusqu'à émigrer en 1994 au Venezuela. Il a été naturalisé péruvien et américain. Il est connu à l'international pour sa participation à des telenovelas.
De 1999 à 2015, il a été marié à Karina Rivera. Il a deux filles : Doris Alexia, née en 2000 et Luciana née en 2008.

## Carrière
À l'âge de 5 ans, Orlando Fundichely participe à l'émission El cuento. Il se forme comme acteur à Cuba dans un atelier de théâtre et télévision. Son personnage le plus populaire à la TV cubaine est Suchel dans la série Su propia guerra. À 17 ans, il joue dans la telenovela Sólo el amor. Plus tard, Orlando participe aux telenovelas vénézuélienne Cruz de nadie et La hija del presidente avec Mariela Alcalá. Depuis, il joue dans plusieurs films et spots publicitaires à Miami et il  tient le rôle de Sergio dans la telenovela Luz María. Orlando continue à jouer dans des telenovelas, telles que Cosas del amor dans le rôle de Martín et dans  María Emilia querida dans le rôle de Lalo. 
Pour sa participation dans la telenovela Relaciones peligrosas il est nommé aux Miami Life Awards et aux Premios "Tu mundo" de la chaîne Telemundo en tant que "Meilleur acteur de reparto".
En 2013, il rentre à Miami et va à Lima pour participer à la série péruvienne Al fondo hay sitio.
En 2015, Orlando Fundichely se rend en Bolivie et débute comme animateur dans la téléréalité pour adolescents Esto es Guerra.

## Filmographie

### Films
- 1993: Sueño tropical
- 1994 : Reina y Rey
- Solo el amor

### Telenovelas
- 1972 : El cuento
- 1994 : La hija del presidente
- 1994 : Cruz de nadie
- 1997 : María Celina : Diego Alvarado
- 1998 : Cosas del amor : Martín Lazcano
- 1998 : Luz María : Dr Sergio Cosío Ludeña
- 1999 : María Emilia, querida : Eduardo « Lola » Méndez
- 2000 : María Rosa, búscame una esposa : Miguel Cortés
- 2003 : Sofía dame tiempo : Antonio « Toño » Rivas
- 2004 : Ángel rebelde : Vicente Lander
- 2005 : Soñar no cuesta nada : Ricardo Reyes Retana
- 2007 : Acorralada : Ignacio Montiel
- 2009 : Los Barriga : Mario Del Valle
- 2011 : La casa de al lado : Sebastián Andrade
- 2012 : Relaciones peligrosas : Orlando Aragón[3]
- 2013–présent : Al fondo hay sitio : Carlos Cabrera[4]

## Nominations et récompenses
| Année | Premio                       | Catégorie                     | Telenovela            | Résultat |
| ----- | ---------------------------- | ----------------------------- | --------------------- | -------- |
| 2012  | Premios "Tu mundo"           | Meilleur acteur               | Relaciones peligrosas | Nommé    |
| 2012  | Miami Life Awards            | Meilleur acteur               | Relaciones peligrosas | Nommé    |
| 2013  | Premios Luces de El Comercio | Meilleur acteur de télévision | Al fondo hay sitio    | Nommé    |